# セキュリーナ
セキュリーナは、経済産業省の展開するキャンペーン「CHECK PC!」のマスコットキャラクターである。

## 概要
2009年2月2日から2月28日まで、経済産業省は情報セキュリティ対策を啓発するキャンペーン「CHECK PC!」を展開した。このキャンペーンの一環として、オリジナルキャラクター「セキュリーナ」を制定した。セキュリーナには「日本初の情報セキュリティアイドル」との設定が与えられ、キャンペーンのポスターやコマーシャルメッセージなどに起用された。
さらに、デビュー曲として『セキュリティCHECK! をしなかったら、なんて考えただけで青ざめちゃう。』が作られ、経済産業省のウェブサイトにてプロモーションビデオやメイキング映像なども公開された。

## 経緯
なお、「CHECK PC!」のイメージキャラクターとしては、2006年に眞鍋かをり、2007年に白石美帆がそれぞれ起用されている。また、2008年には、イメージキャラクターとして「セキュリティ探偵『シャーロックアヤ』」が採用され、上戸彩が演じた。なお、セキュリーナは先代のシャーロックアヤの後を継ぎ、2代目セキュリティ探偵を兼任しているとされる。

## 影響
セキュリーナを取り上げたブログへのアクセス数が急増し、アイティメディアのオルタナティブ・ブログ週間アクセスランキングで1位になるなど、その斬新な設定が注目された。

## メンバー
しなちゃん
本名はしえな。東京都出身。デジタルアーティストの両親の下で生まれた。生年月日や年齢は非公開である。
せなちゃん
本名はせりな。大阪府出身。学業に優れており、コンピュータ系の学校を首席で卒業した。生年月日や年齢は非公開である。